# Liberum veto

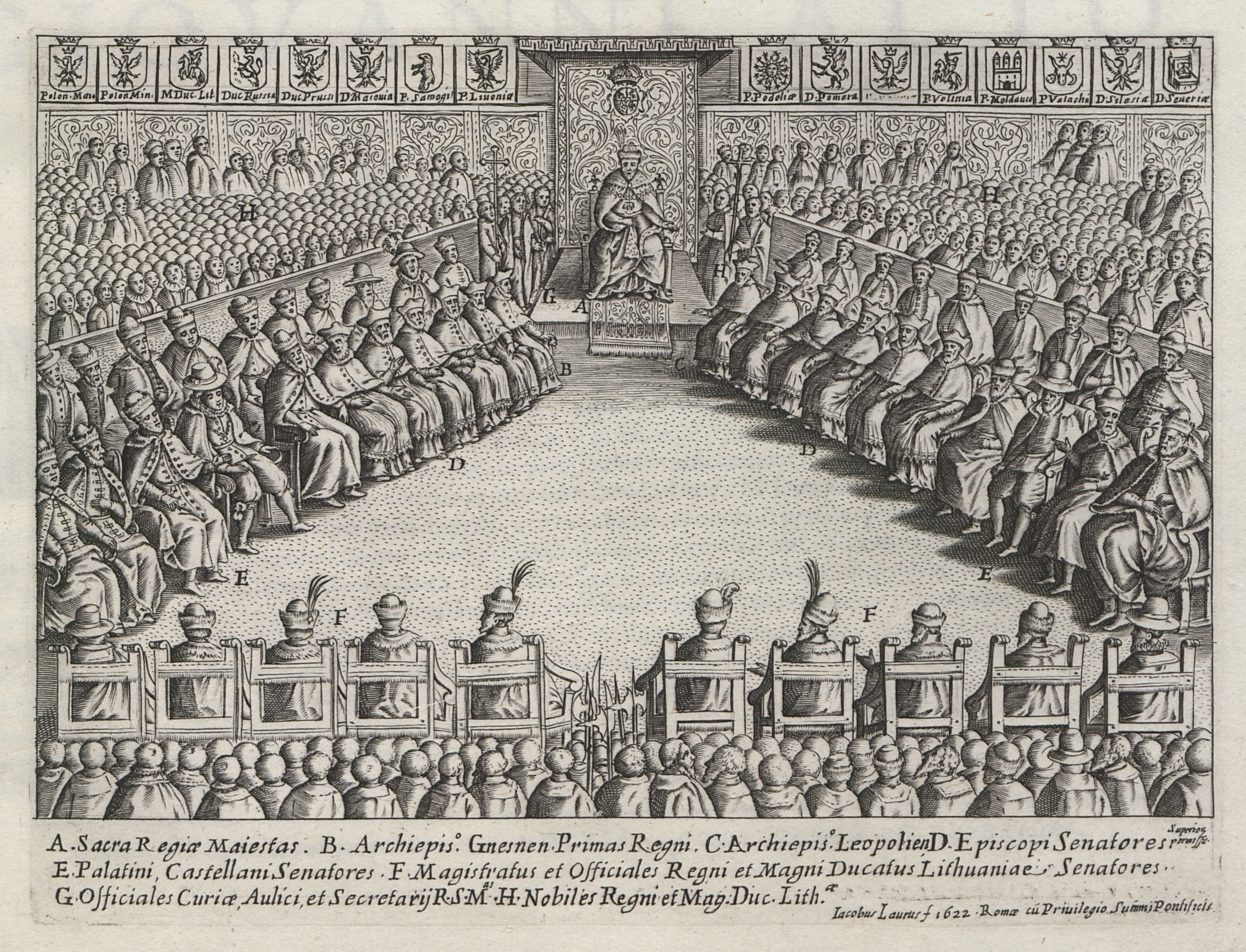
Sessió del Sejm al Castell Reial, Warsaw, 1622

El Liberum veto (del llatí: vet lliure) era un dispositiu parlamentari de la República de les Dues Nacions que permetia a qualsevol diputat d'un Sejm (qualsevol de les cambres del parlament polonès) forçar la suspensió de la sessió en curs i anul·lar-ne tot el contingut ja aprovat. El diputat que en volia l'anul·lació i suspensió només havia de cridar «Nie pozwalam!» (del polonès: no ho autoritzo!). El dispositiu en qüestió parteix del principi que tots els nobles polonesos són iguals entre ells i, per tant, les mesures preses al Sejm havien de ser acceptades per unanimitat. El Liberum Veto és l'un dels punts clau del sistema polític de l'anomenada República de les Dues Nacions atès que permetia el control del poder reial i en reforçava els elements democràtics, tot i haver d'estimar-se aquesta valoració en el seu context.